# François Adam
Pour les articles homonymes, voir Adam.
François Adam est un coureur cycliste belge né le 24 septembre 1911 à Stockay-Saint Georges et mort le 4 mai 2002 à Amay. Il fut professionnel de 1932 à 1944, et remporta notamment deux victoires d'étapes au Tour d'Espagne en 1935, terminant 15e de la course.

## Palmarès
- 1929
  - 2e du Tour de Belgique débutants
- 1930
  - 3e du championnat de Belgique juniors
- 1931
  - Champion provincial liégeois par équipes
  - 2e du championnat provincial liégeois de cyclo-cross
- 1932
  - Bruxelles-Jupille
  - 2e du Tour de Belgique indépendants
  - 3e du Circuit Dinantais
  - 3e du Circuit de la Meuse
- 1933
  - 2e du Circuit du Mont-Blanc
  - 6e du Tour de Suisse
  - 7e de Liège-Bastogne-Liège
- 1934
  - 5e de Liège-Bastogne-Liège
- 1935
  - Paris-Strasbourg
  - 6e et 12e étapes du Tour d'Espagne
  - 3e étape du Derby du Nord
  - 8e étape du Tour de l'Ouest
  - 2e du Grand Prix des savons Thibaud-Gibbs de l'est
- 1936
  - Champion provincial liégeois
  - Champion provincial liégeois de cyclo-cross
  - Paris-Saint-Jean-d'Angély :
    - Classement général
    - 1re étape

  - 2e de Paris-Belfort
  - 2e du Grand Prix de Spa
  - 3e du Tour de la Moselle
- 1937
  - Bruxelles-Verviers
  - Paris-Sedan
  - 4e étape b de Paris-Saint-Jean-d'Angély
- 1938
  - 2e du Circuit de la Creuse
  - 3e du Derby de Chantilly
  - 3e de Bruxelles-Hozémont
  - 3e de Nancy-Luxembourg
  - 3e de Nantes-Saint-Nazaire-Nantes
- 1939
  - 8e étape du Tour du Maroc
  - 2e du Tour du Maroc
  - 3e de Bruxelles-Hozémont

## Résultats sur les grands tours

### Tour d'Espagne
1 participation
- 1935 : 15e, vainqueur des 6e et 12e étapes